# Kasnakovo
Kasnakovo (în bulgară Каснаково) este un sat în Obștina Dimitrovgrad, Regiunea Haskovo, Bulgaria.

## Demografie
Componența etnică a satului Kasnakovo
     Bulgari (94,9%)
     Romi (3,75%)
     Nicio identificare (1,34%)
     Altele (0%)
La recensământul din 2011, populația satului Kasnakovo era de 373 locuitori. Din punct de vedere etnic, majoritatea locuitorilor (94,9%) erau bulgari, cu o minoritate de romi (3,75%). Pentru 1,34% din locuitori nu este cunoscută apartenența etnică.

## Hărți
- bgmaps.com
- emaps.bg
- Google